# Peña Blanca (Honduras)
Peña Blanca es una ciudad de Santa Cruz de Yojoa ubicada a 84 Kilómetros de San Pedro Sula, capital industrial de Honduras. Cuenta con un enorme crecimiento poblacional y económico, destacando su comercio nato y su turismo; al encontrarse cerca del Lago de Yojoa es una ventaja de ubicación geográfica. A pesar de que Santa Cruz de Yojoa, Cabecera Municipal, está ubicada a solo 15 Kilómetros; la mayor parte de la economía de este municipio se centra en esta ciudad. 
Actualmente operan aproximadamente 100 negocios generando un total aproximado de 32 millones de Lempiras en impuestos, esto sin contar el movimiento diario de capital en la ciudad, sin embargo el desarrollo de la ciudad en cuanto a infraestructura se refiere, no ha tenido un avance significativo de parte de la Alcaldía Municipal. 
En la actualidad se lucha por obtener su independencia y convertirse en el Municipio número 299 de Honduras.

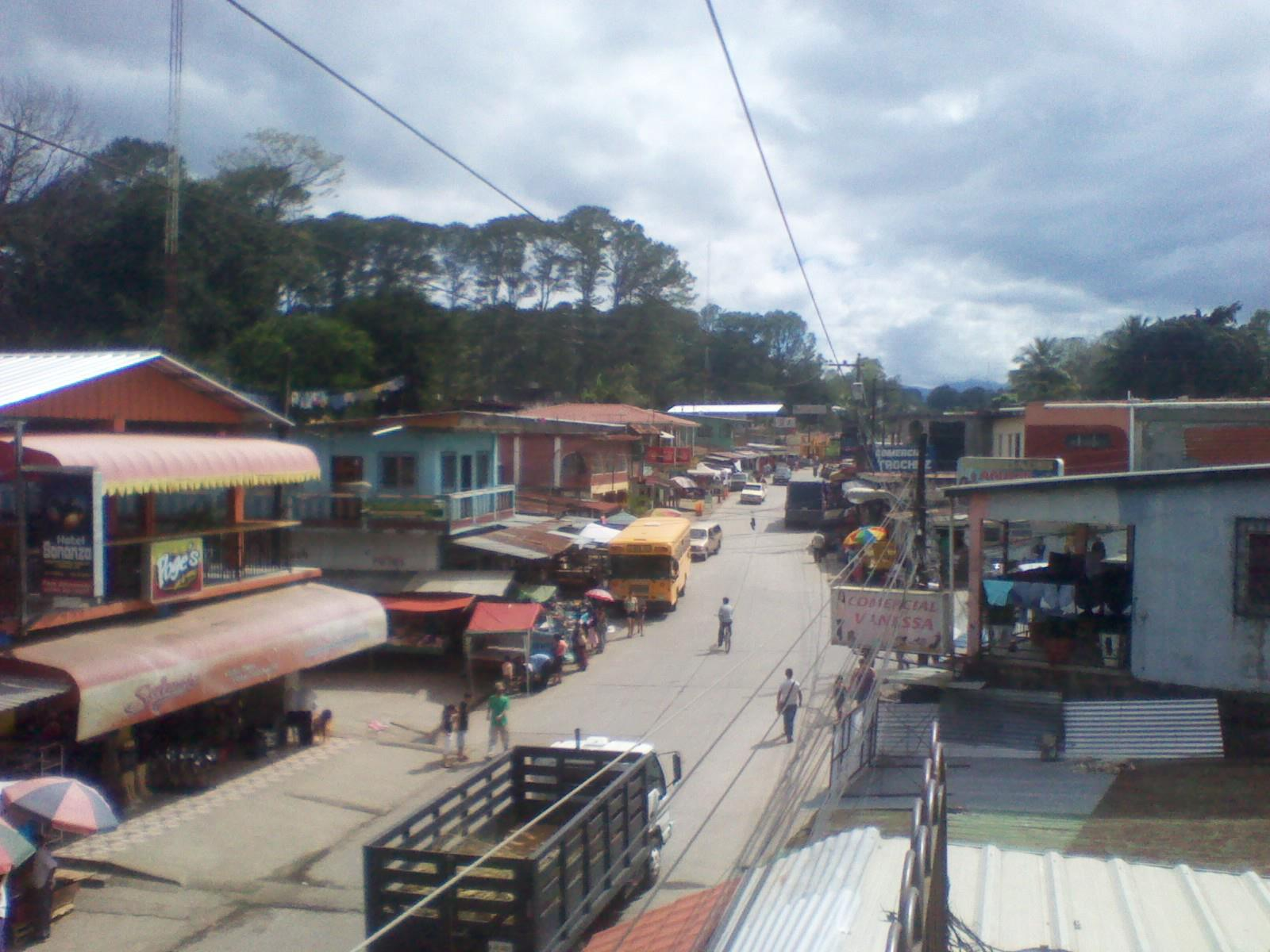
Vista panorámica del Cruce

## Historia
Anteriormente Peña Blanca, era poco conocida, en varios años se desconoció de la existencia de esta aldea,que ahora es ciudad.
En 1998 empezó el conocimiento de Peña Blanca, con el Huracán Mitch. La carretera panamericana fue dañada por derrumbes constantes, logrando dejarla intransitable y obligando a los conductores a desviarse por Peña Blanca, lográndose así el conocimiento del lugar y dando inicio a la pavimentación de la calle principal, para ayudar así al tránsito de automóviles particulares y permitiendo el desarrollo inicial de Peña Blanca. Luego con los años muchas familias se fueron estableciendo en el lugar y comenzaron a verse en la orilla de la carretera varias casas y pronto lo que parecía un lugar en el olvido se convirtió en un lugar muy deseado por los turistas y por ende las personas comenzaron a poblar Peña Blanca al punto de llegar a tener aproximadamente más 10,000 habitantes, solo en las dos partes que se divide Peña Blanca (La Colonia 25 de Mayo y Los Pinos) se concentra la mayor cantidad de habitantes, aparte de los Barrios y Colonias. Con el paso del tiempo las personas se interesaron por el comercio, ya que la ubicación del lugar, por estar cerca del Lago de Yojoa facilita el turismo y así Peña Blanca se convertía en un lugar de paso hacia Tegucigalpa, Las Vegas y San Pedro Sula lo que propició un auge comercial de cuantiosos ingresos, que incluso, en muchas ocasiones ha superado al mismo Santa Cruz de Yojoa. El abrir un negocio en Peña Blanca se convirtió en una gran posibilidad de desarrollo para las personas de la ciudad, llegando así Bancos, Gasolineras, Hoteles, Supermercados y una gran variedad de Negocios con un gama amplia de servicios y productos. En la actualidad los vecinos de Peña Blanca Luchan por ser municipio y así convertirse en el municipio número 299 de Honduras y unirse a los doce municipios más que contiene el Departamento de Cortés.

## Actualidad

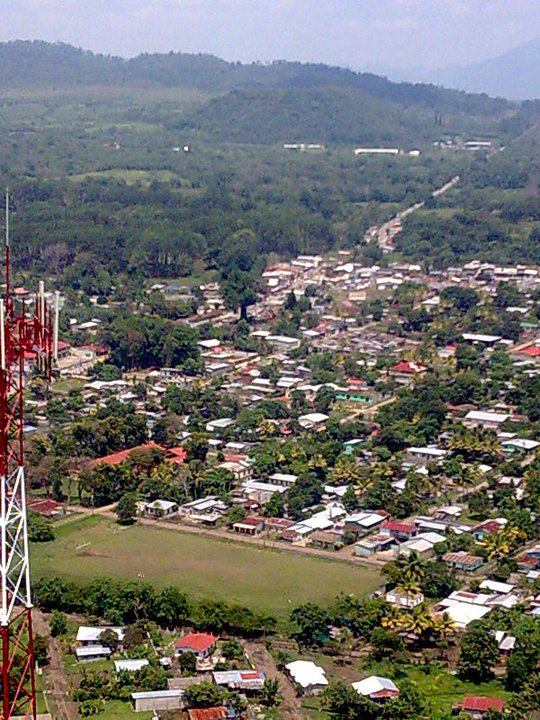
Vista Aérea
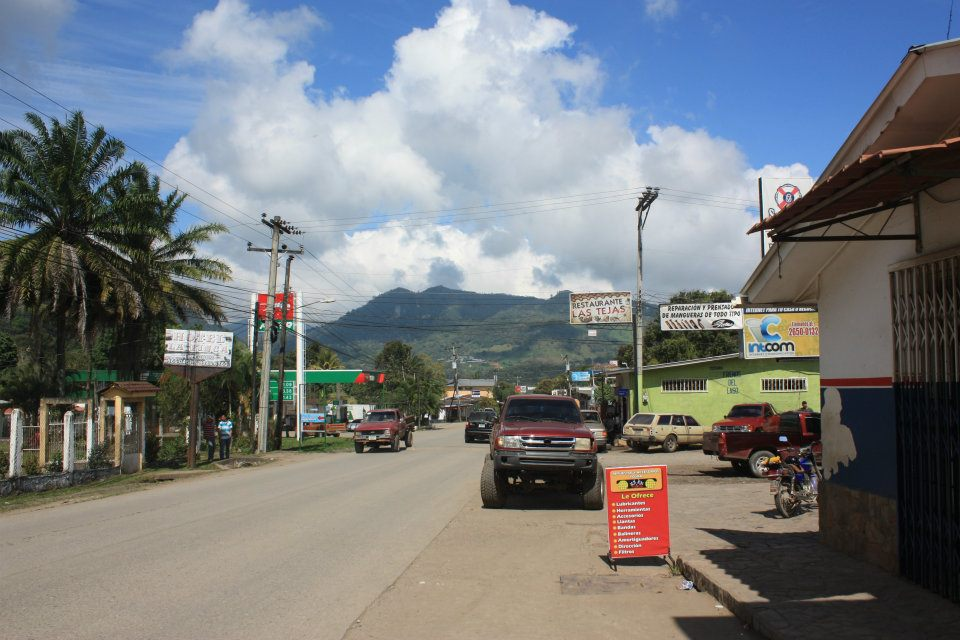
Carretera Principal
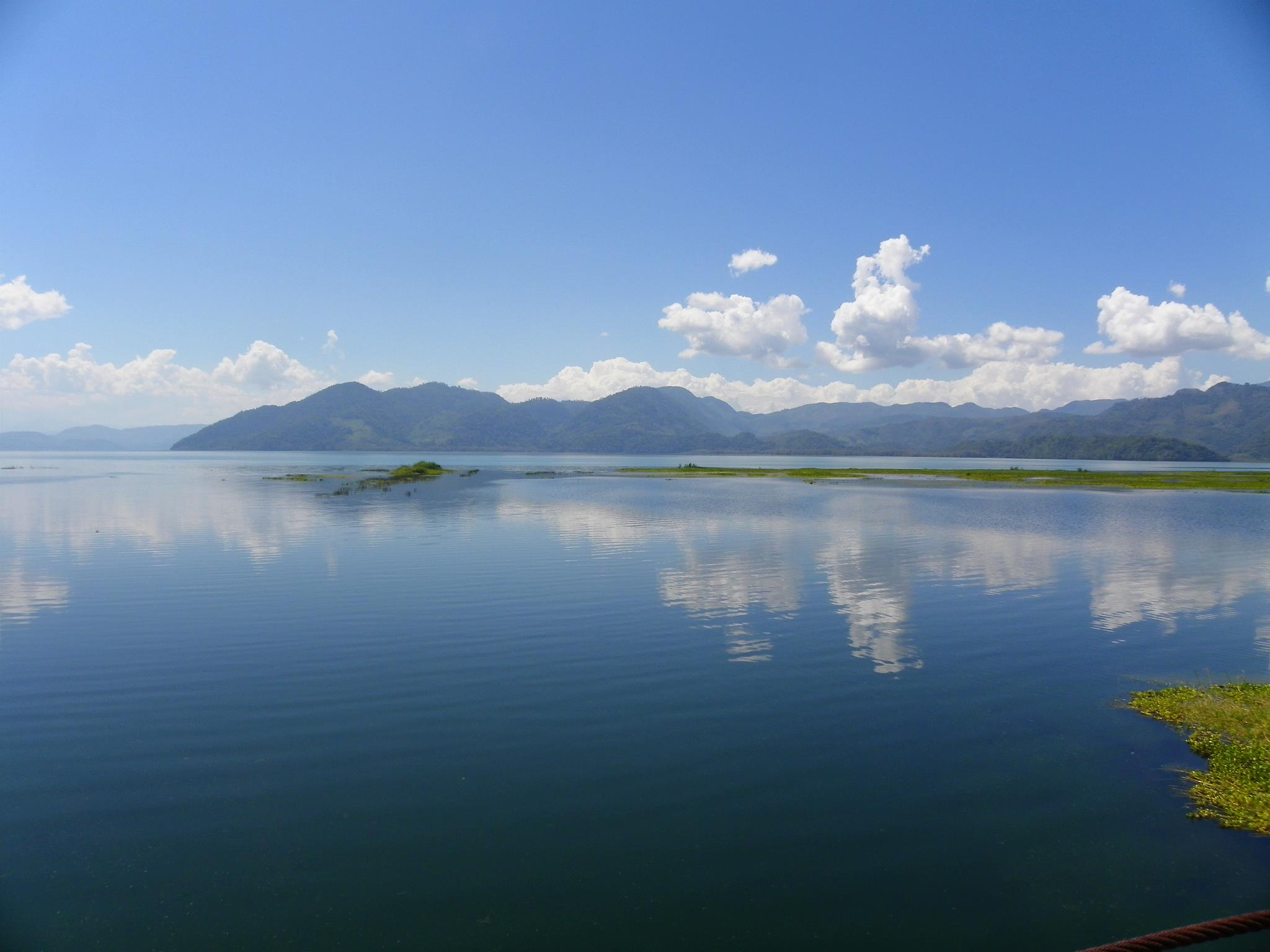
Lago de Yojoa

El auge comercial característico de esta ciudad se debe al apoyo dado por aproximadamente 28 aldeas aledañas a Peña Blanca, incluyendo al Municipio de Las Vegas, Santa Bárbara y sus habitantes. La cantidad de los servios prestados y los productos ofrecidos en Peña Blanca es muy significativa y ello contribuye al desarrollo económico de la ciudad.
Se conoce muy bien ahora que el pueblo de Peña Blanca desea un desarrollo más significativo del Lugar, y así poder hacer algo por el Lago de Yojoa y por la comunidad de Peña Blanca.
Además de poseer una variedad de negocios ya bien establecidos, se ha dado la oportunidad de seguir creciendo y así lo demuestran las nuevas construcciones frescas, que dan un ambiente de desarrollo y superación a Peña Blanca 

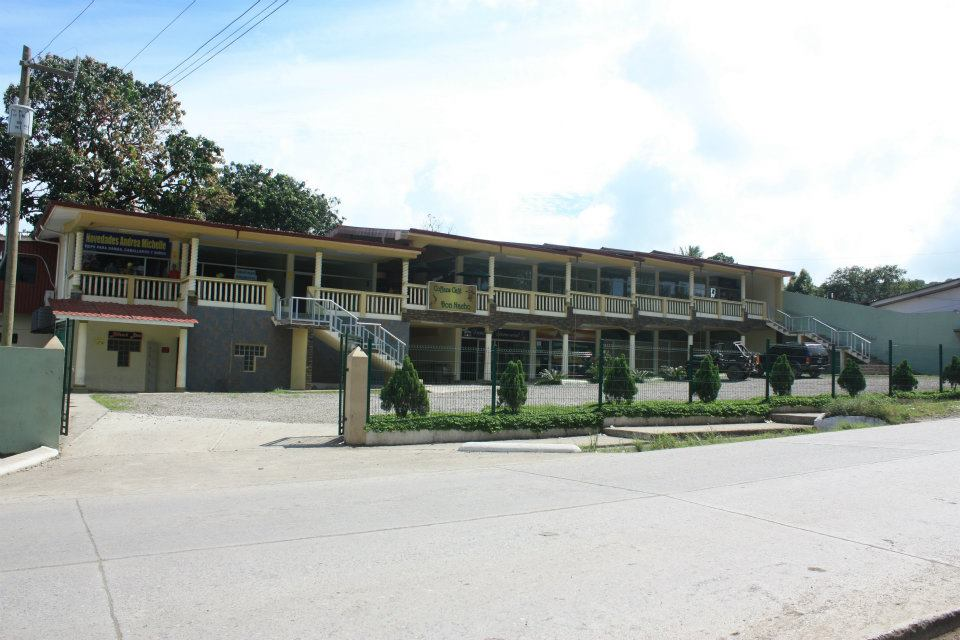
Centro Comercial Roca Way

 Con el aumento de la población se ha visto la necesidad urgente de ampliar las vías de comunicación de la ciudad, aunque si bien es cierto la comunidad no parece detenerse y sigue avanzando, es notable la necesidad de una reestructuración de la ciudad, mejoramiento vial, mayor acceso y varios servicios más que son necesidad básica para toda población. 
También cabe destacar la Represa Hidroeléctrica "Peña Blanca", proyecto realizado por el empresario Salomón López de la ciudad de San Pedro Sula.